# JR巴士關東

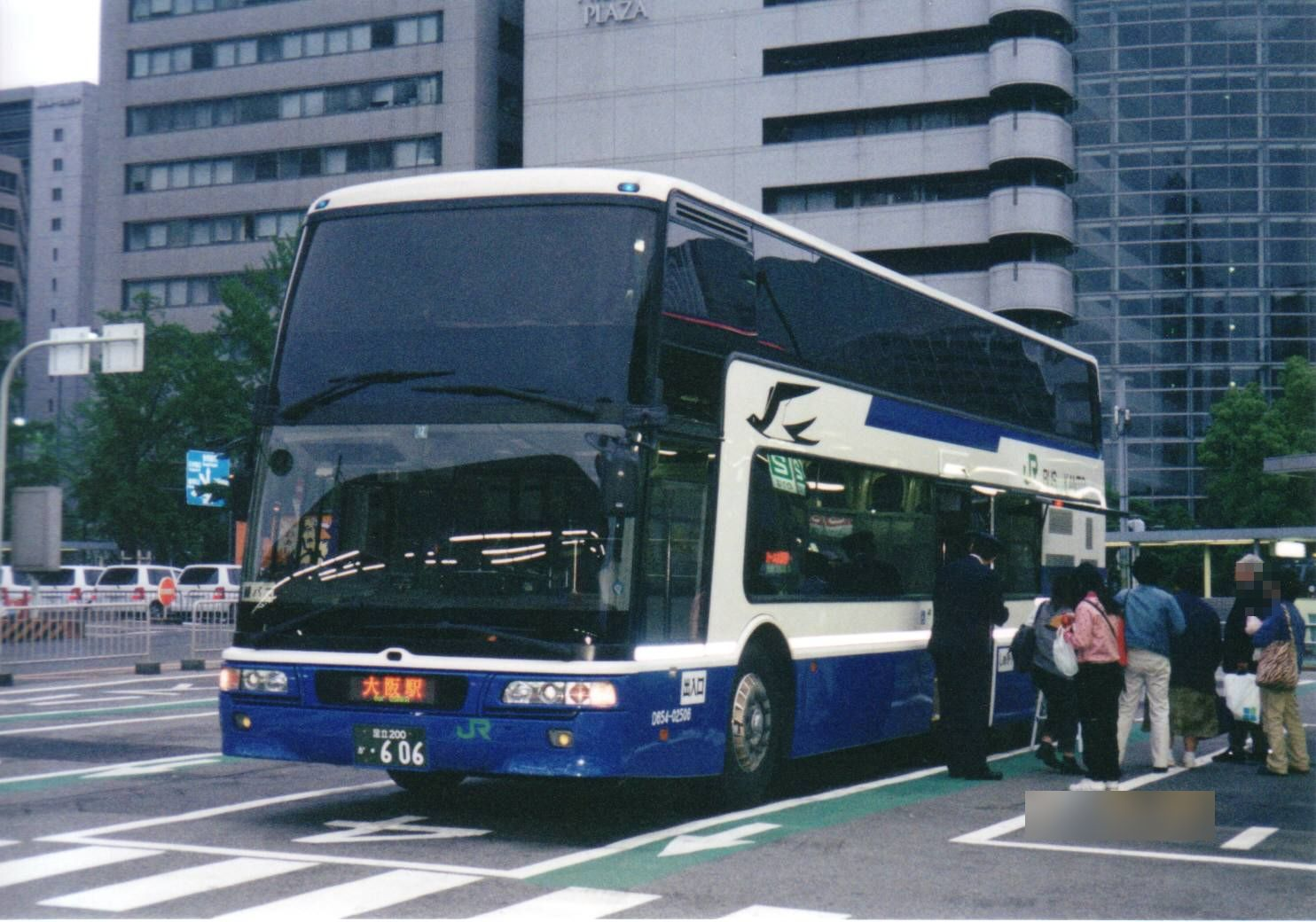
JR巴士關東所屬的三菱扶桑Aeroking

JR巴士關東（日语：ジェイアールバス関東株式会社）是東日本旅客鐵道（JR東日本）經營關東地區公路客運的子公司。公司成立于1988年3月3日。其所擁有的車輛數位居所有JR巴士公司第一。
主要的收益是長途客運事業，以東京做為據點在往關東地區、東北地方、中部地方、近畿地方、四國地方各個方面擁有從近距離到長途（夜行）共6,399.6 km（2007年3月1日）的路線，在日本的長途夜間巴士業界中是最大的公司，聯營公車的巴士業者數（41間公司）在日本是最多。同時在JR巴士各社中，擁有車輛台數505台（2007年3月1日）也是最多。

## 外部連結
- JR巴士關東官方網站 （页面存档备份，存于）